# Stade poitevin (omnisports)
Pour les articles homonymes, voir Stade poitevin.
Le Stade poitevin est un club omnisports français, fondé en 1900, et basé à Poitiers, dans la Vienne. Il est membre de la Fédération française des clubs omnisports. Le club compte vingt-deux sections dont la plus connue est la section volley-ball, le Stade poitevin volley beach, qui évolue actuellement en Pro A suivie du Stade poitevin Football Club. La section la plus ancienne étant celle du Stade poitevin rugby.

## Le club
Le Stade poitevin nait officiellement le 30 mars 1900. L'association sportive avait pour objet la pratique du rugby, du  football, du cyclisme, de l’escrime, de la course à pied, de la natation, du canotage et de la gymnastique. Dans un premier temps, seuls le rugby, la course à pied et le cyclisme sont pratiqués. 
Il faut attendre la saison 1902-1903 pour que le sport poitevin prenne son essor avec l’adhésion du Stade poitevin à l’Union sportive française des sports amateurs.
Le rugby appelé alors «football rugby», se pratique alors régulièrement, au début dans le grand pré de Blossac, en centre-ville, puis en 1906 dans les prés Richard, route de Lessart en direction de Buxerolles,  avant de rejoindre en novembre 1909, des terrains situés entre la route de Chauvigny et la route de Limoges, loués à la famille Raymond. Un stade est édifié à cet emplacement car depuis 1903, l’accès est facilité par une ligne de tramway desservant le faubourg du Pont-Neuf et le site de la Pierre Levée menant à la route de Limoges.
Le 21 juin 1923, lors d'une réunion, le Comité du Stade poitevin rugby décide que dorénavant le stade de la Pierre Levée s’appellera stade Paul-Rébeilleau en souvenir de son président mort peu avant.
L'année suivante, l'association « Les Amis du Stade » achète les  terrains où se situe le stade Paul-Rébeilleau par souscription de 2000 actions de 100 francs. 
Le Stade poitevin possède alors ses propres équipements sportifs permettant l'essor des diverses sections qui le composent.
En 1946, la Ville de Poitiers devient propriétaire et construit le stade actuel où bat toujours le cœur du club. 
Le Stade poitevin compte aujourd'hui vingt-deux sections et ses quelque 5 300 licenciés. Son fer de lance est actuellement son équipe de volley-ball qui évolue à la salle Frédéric Lawson-Body du complexe sportif de la Ganterie, voisin du stade Paul-Rébeilleau, siège du club.

## Sections

### Basket-ball
Le Poitiers Basket 86 est un club de basket-ball français évoluant en Pro B, mais la section basket-ball compte également un club féminin en Nationale 2. Il est issu de la fusion des équipes masculines du CEP Poitiers et du Stade poitevin évoluant en Championnat de France : Pro B, Nationale 3, Cadets 1re division, Minimes. Le club masculin remporte le championnat de France de Pro B en 2009 après avoir été vice-champion en 2008. L'Union Poitiers Basket 86 fut créée en juin 2004.

### Escrime
Le Stade poitevin Escrime est le club d'escrime de la ville de Poitiers. on y pratique le fleuret, l'épée et l'escrime de spectacle.
Fondé à la création du Stade poitevin, il accueille les escrimeurs poitevins depuis plus de cent ans.

### Football
Le Stade poitevin Football Club est issu de la section football du club omnisports, le Stade poitevin PEPP  et de la section football de son voisin et ennemi d'antan, le Patronage Saint-Joseph-Cercle d'éducation physique de Poitiers (CEP Poitiers), comme pour le basket-ball. 
Il évolue actuellement en National 3 au stade Michel-Amand, dans la proche banlieue nord de Poitiers.
Fondé en 1936 sous le nom de Sporting Club poitevin, le club rejoint la Division d'Honneur de la Ligue du Centre en 1937. Le club perd sa place en DH en 1952 et fusionne alors avec le « Patronage des Écoles publiques de Poitiers », donnant naissance à l'Entente Stade poitevin SC-PEPP. Poitiers figure parmi les clubs « invités » sur dossier à disputer le championnat de France de National en 1970. Le club s'y maintient jusqu'en 1974 puis est relégué au niveau inférieur, la Division 3, puis la Division 4 à partir de 1988.
Dans les années 90, signant deux montées consécutives, les footballeurs du Stade poitevin  se retrouvent en Division 2 professionnelle en 1995. L'aventure à ce niveau ne dure qu'une seule saison, le club chute dans la pyramide du football français et, en 1998, c'est le dépôt de bilan et la rétrogradation en CFA puis en CFA 2. Le Stade poitevin Football ou Stade PEPP est entre-temps dissout. Désormais appelé Poitiers Foot 86, le club fusionne avec le CEP (Cercle éducation physique Poitiers) à l'aube de la saison 2007-2008 et donne naissance au Poitiers Football Club. 
En 2018, le club fait son retour dans le giron du club omnisports, et change de nom pour s'appelé Stade poitevin Football Club.

### Baseball - Softball
Le Stade poitevin Baseball Softball est surnommé les Bats de Poitiers

### Football américain
Le Stade poitevin football américain est surnommé les Dragons de Poitiers.

### Hockey sur glace
Créée en 1969, la section hockey, appelée Stade poitevin Hockey Club, évolue actuellement au quatrième niveau appelé Division 3 et appartient au comité Poitou-Charentes.

### Rugby à XV
La section rugby est la première du club à être créée, puis à remporter un titre de champion de France, celui de deuxième division en 1935. Le club évolue actuellement au stade Paul-Rébeilleau, en Fédérale 3 et appartient à la ligue Nouvelle-Aquitaine.

### Tennis
Premier club de la ligue Poitou-Charentes en termes de résultats sportifs, le club remporte régulièrement le trophée Perrier, récompensant les meilleurs résultats obtenus toutes catégories confondues parmi les clubs de la région. Le club compte 508 licenciés en 2008 et près de 600 adhérents.

### Volley-ball

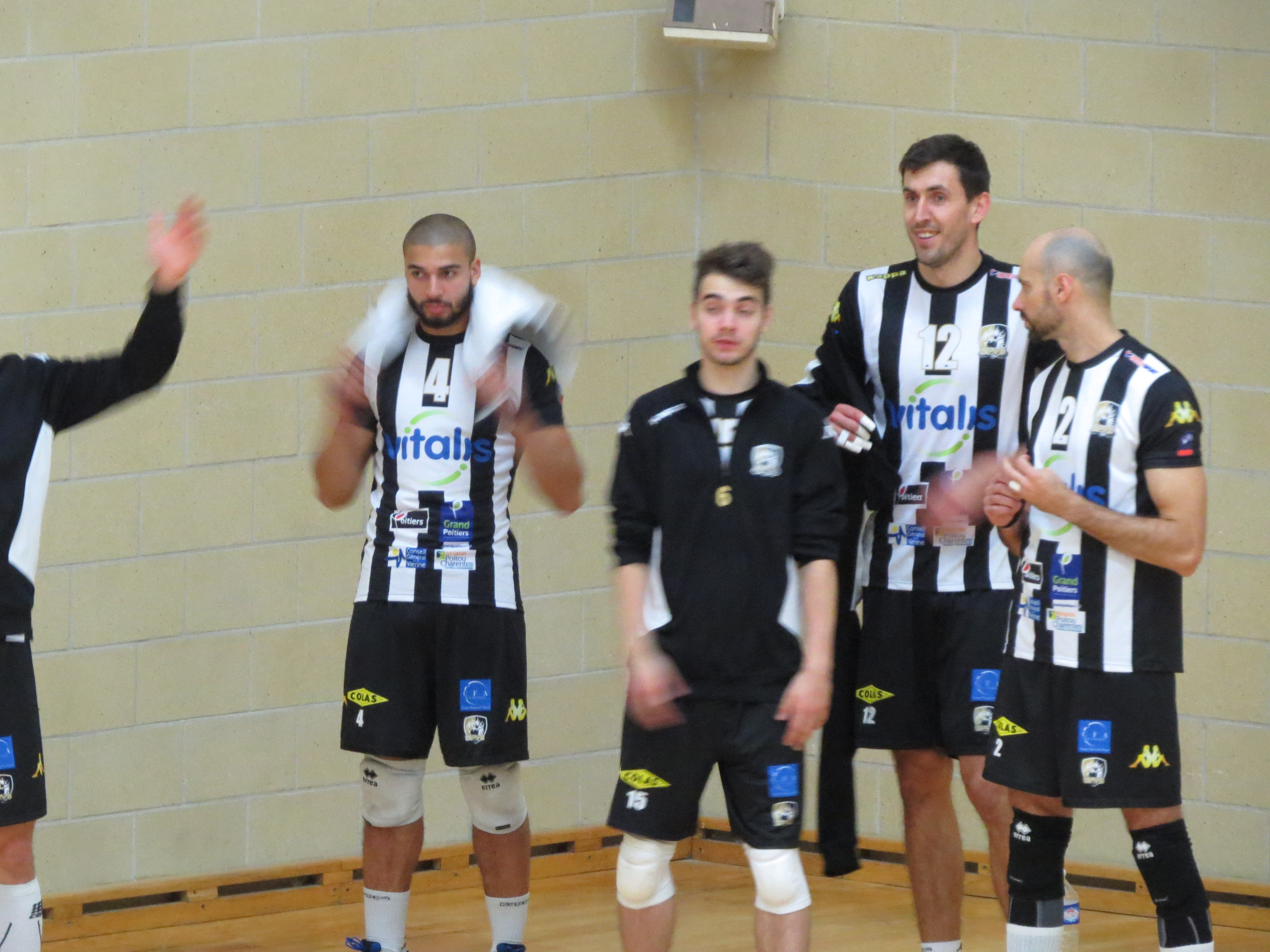
Une partie des joueurs du Stade poitevin VB lors du match contre l'équipe Plessis-Robinson Volley-ball le 13 novembre 2014

Fondé en 1973, le Stade poitevin volley-ball évolue pour la saison 2009-2010 en Pro A, le plus haut niveau national. Le club a remporté le Championnat en 1999 et en 2011. Il a été trois fois finaliste en 2000, 2007, 2008. L'équipe a également remporté la Coupe de France à deux reprises en 1996, 2002. La salle omnisports de la Ganterie, aujourd'hui salle Frédéric Lawson-Body, nommée en  l'honneur d'un ancien joueur de l'équipe, Frédéric Lawson-Body, décédé en 1989, abrite les fans du Stade poitevin volley-ball.